# Azeri-Čirag-Gunešli

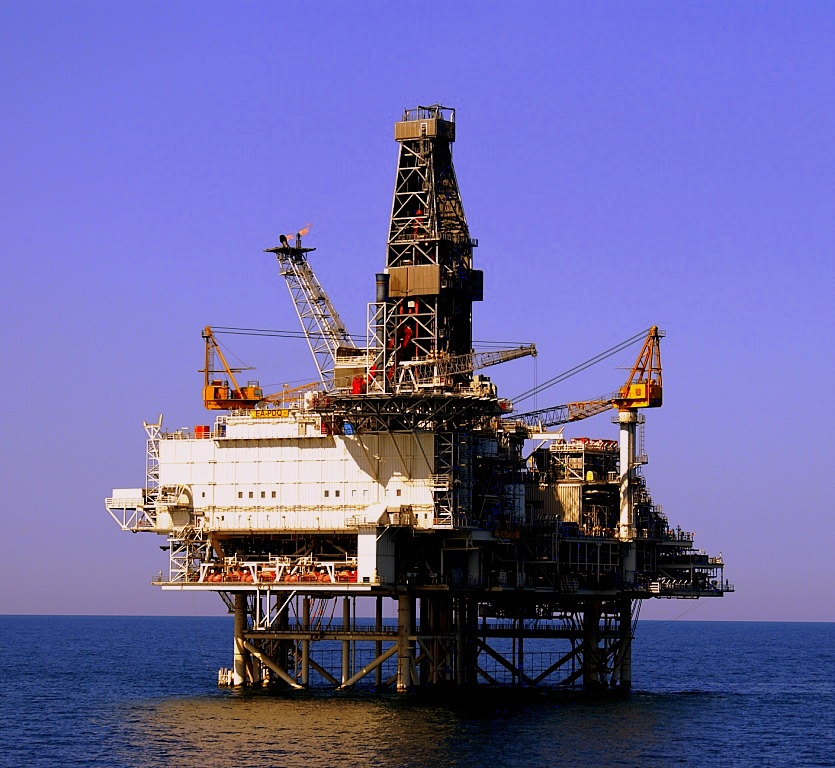
Ropná plošina ve východní části ložiska Azeri

Azeri-Čirag-Gunešli (Ázerbájdžánsky Azəri-Çıraq-Günəşli, anglicky Azeri-Chirag-Guneshli, rusky Азери-Чираг-Гюнешли), zkratka ACG, je ázerbájdžánský komplex ropných polí o rozloze 120 km².

## Geografická poloha
Ropné pole se nachází převážně v šelfové oblasti Kaspického moře zhruba 90 km východně od hlavního města Ázerbájdžánu Baku. Hloubka moře v těžební oblasti dosahuje od 110 metrů v mělčí části až po 450 metrů.

## Historie
První lokalitou, kde od roku 1980 státní společnost Azneft (Азнефть) začala připravovat těžbu, byla mělkovodní část ložiska Gunešli. V roce 1985 začal průzkum ložiska Čirag a dva roky později ložiska Azeri. Po rozpadu Sovětského svazu podepsali představitelé vlády Ázerbájdžánské republiky v Baku dne 20. září 1994 dohodu s mezinárodním konsorciem o průzkumu a budoucí těžbě ropy v lokalitách Azeri (Chazar), Čirag (Osman) a v hlubinné části naleziště Gunešli. Mezinárodní konsorcium tvoří devět společností. Největší podíl (35,78%) má britská firma BP, následují Chevron Texaco, SOCAR Azerbaijan, INPEX, Statoil, ExxonMobil, TPAO, Itochu a ONGC.

## Těžba a export

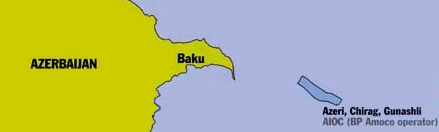
Poloha ložiska Azeri-Čirag-Gunešli

Mezinárodní konsorcium od zahájení těžby v roce 1997 do roku 2012 vytěžilo celkem 272 miliónů tun ropy. Maxima dosáhla těžba ve třetím čtvrtletí roku 2010, kdy denní produkce představovala 835 100 barelů ropy, pak se těžba postupně snižovala. 
Zásoby ropy v oblasti Azeri – Čirag – Gunešli jsou odhadovány cca na 5-6 miliard barelů. Ropa z těchto polí je exportována hlavně přes Ropovod Baku–Tbilisi–Ceyhan do Středozemního moře.